# 森村茂樹 (実業家)
森村 茂樹（もりむら しげき、1897年（明治30年） - 1970年（昭和45年））は、大正から昭和期の日本の実業家。森村財閥を創設した6代目森村市左衛門の四男。

## 経歴
1897年（明治30年）に6代目森村市左衛門の四男として東京府に生まれた。1915年（大正4年）高千穂高等商業学校（現高千穂大学）入学、1917年（大正6年）卒業。東洋陶器（現TOTO）入社。1940年（昭和15年）12月23日代表取締役に就任、1943年（昭和18年）6月28日 同社第3代社長に就任し、1947年(昭和22年)11月16日 同社会長に就任した。
その他、森村産業取締役、森村商事取締役を歴任し、1970年 死去

## 家族
父：森村市左衛門 - 森村組、森村銀行、日本陶器、東洋陶器、森村商事設立者
兄：森村開作（森村市左衛門の次男） - 森村グループの重役、役職に就任。また教育研究機関の役職も多数歴任（#フィランソロピー）。勲二等瑞宝章受賞者
妻：川田佑子 -（函館船渠社長、川田豊吉の二女）
長男：森村武雄 - 元西原衛生工業所常務取締役、森村設計社長、同社会長